# Лабунька Мирослав Олексійович
Миросла́в Олексі́йович Лабу́нька (23 березня 1927, с. Котів — 2 грудня 2003, м. Філадельфія) — громадський, політичний, церковний і науковий діяч. Професор, дійсний член Наукового товариства імені Шевченка, Української вільної академії наук, ректор Українського вільного університету в Мюнхені (ФРН). Чоловік Марії Лабуньки.

## Життєпис
Народився 23 березня 1927 року в с. Котів (на той час — територія Польщі, від 1939 — в складі УРСР; нині Тернопільського району Тернопільської області) у селянській родині.
У 1941—1944 роках навчався в український гімназії в Бережанах. Шкільну освіту завершив у таборі для переміщених осіб і біженців у Траунштайні (Баварія). У 1946—1948 роках навчався в семінаріях Української греко-католицької церкви в Німеччині, 1949-50 — у Нідерландах. У 1950—1951 студіював канонічне право в університеті Мюнхена, 1951—55 — історію в Лювенському університеті (Бельгія).
Потому переїхав до США. 1956—58 роках опановував бібліотекознавство в Колумбійському університеті, по закінченні навчання отримав науковий ступінь магістра. 1956—1965 роках — бібліотекар цього університету. 1978 року в Колумбійському університеті захистив докторську дисертацію з історії.
У 1965—1993 роках викладав історію (спочатку як доцент, згодом — професор) в університеті Ла Саль у Філадельфії (США), також читав лекції на літніх курсах Українського католицького університету в Римі (Італія), працював науковим співробітником Українського наукового інституту Гарвардського університету. У 1993-95 роках — декан філоського факультету, 1995-98 — ректор УВУ в Мюнхені. Очолював осередок НТШ у Філадельфії і був заступником директора філософсько-історичної секції НТШ. Досліджував проблеми історії Київської Русі та український культури.
Вільно володів англійською, болгарською, грецькою, латинською, німецькою, польською, російською, французькою та церковнослов'янською мовами.
Брав активну участь в організації міжнародних конгресів істориків: у конгресі, присвяченому 1000-літтю хрещення Київської Русі (1988, Равенна, Італія), у конгресі, присвяченому 400-літтю Берестейської церковної унії 1596 (1996, Львів), та ін.
Активна роль у наданні матеріальної й моральної підтримки історичних досліджень і студій у галузі історії та україністики як в Україні, так і в діаспорі. Брав активну участь в Українському братському союзі, в українських католицьких мирянських організаціях: «Обнова», Український патріархальне товариство в США, Український патріархальне світове об'єднання (був заступником його голови) та ін.
Нагороджений церковним орденом св. Григорія Великого, грамоту до якого підписав Папа Римський Іоанн Павло II (1997).
Помер Мирослав Лабунька у місті Філадельфія (США).

## Вибрані праці
- Митрополит Іларіон і його писання. Рим, 1994;
- The Legend of the Novgoradian White Cowl (Легенда про новгородських білих клобуків). Munich, 1998.
- Бережанська земля: [Ст. англ. мовою] //Бережанська земля: Іст.-мемуар. зб. — Нью-Йорк, 1970. — С.848-854.
- Релігійні центри та їхні місії до Києва і Київської Русі: від Ольги до Володимира //Записки Наукового товариства імені Т.Шевченка: Праці історично-філософської секції. — Львів, 1993. — Т.CCXXV. — С.104-132.